# Lucy (anime)
Lucy (南の虹のルーシー, Minami no Niji no Rūshī; traduzido como "Lucy do Arco-Íris do Sul") é uma série de anime japonesa produzida pela Nippon Animation entre 1982, como parte da franquia World Masterpiece Theater. O anime é baseado no romance Southern Rainbow da escritora Australiana Phyllis Piddington (1910–2001), e conta a história de uma jovem garota chamada Lucy e as dificuldades e entusiasmo que ela e sua família encontram quando se mudam da Inglaterra para Adelaide (Austrália) para criar uma fazenda.
A série foi dublada nos seguintes idiomas: Francês, Italiano, Árabe, Espanhol, Alemão e Persa. Mas nunca foi dublada em Português.
Outra adaptação da história, foi escrita por Ken Wakasaki como um vínculo para o anime, que também foi publicada no Japão em 1982.

## Enredo
A família Poppel se muda da Inglaterra para emigrarem para a Austrália com a intenção de criar lá uma fazenda onde possam se manter e lá passar o resto de suas vidas. Embora a mudança seja difícil e cansativa para os adultos, Lucy e suas irmãs fazem de seu novo lugar um mundo cheio de aventuras onde há tanto para descobrir; animais e lugares estranhos e exóticos. No entanto, ocasionalmente todos terão de superar todos os tipos de problemas, tais como manter a fazenda que é uma tarefa difícil e Lucy e as meninas terão que acordar para realidade e compreender que a vida não é sempre um jogo.

## Episódios
1. Para o novo lar
2. Colega amável
3. A substituição
4. A primeira exploração
5. Depois da chuva
6. Uma Cidade chamada Adelaide
7. O infortúnio de Ben
8. A noite antes da partida
9. À caminho para Adelaide
10. Cidade verde
11. Minha pequena casa
12. A noite em Adelaide
13. Ben chegou
14. Um homem corajoso
15. Dois lares
16. O Doutor encharcado
17. O lamentável acidente
18. A escalada na árvore
19. É hora das compras
20. Água no poço
21. O designer de Adelaide
22. Filhos nos tijolos e o Dingo
23. O seu nome é Little
24. O dia que marca o fim do verão
25. Quando não me trouxeram sozinha
26. Eu fiquei doente!
27. Passeio no vento
28. Terra em frente ao Rio
29. O treinamento de Little
30. O presente de aniversário
31. Little e o cachorro negro
32. Ponte sobre o arco-íris
33. O sonho perdido
34. Little e a escola
35. Duelo
36. Cinco xelins no ninho
37. Bandidos da Pastagem
38. A Detetive Lucy
39. Duas Despedidas
40. Quem Sou Eu?
41. Uma cidade que eu não conheço, uma pessoa que eu não reconheço
42. Uma criança chamada Emily
43. Faltando uns aos outros
44. Little! Little!
45. Tob Desapareceu
46. Um Vombate no Buraco
47. A decisão do papai
48. A criança rica
49. O casamento de Clara
50. Rumo ao arco-íris [carece de fontes?]

## Banda sonora
- Tema de abertura: "Niji ni Naritai" cantado por Sumiko Yamagata.
- Tema de encerramento: "Mori ni Oide" cantado por Sumiko Yamagata.